# Puszta Sándor
Puszta Sándor (/eredetileg: Katona/ Görgeteg, 1911. október 28. – Budapest, 1983. március 4.) plébános, költő.

## Életútja
Esztétikából doktorált. 1934-ben szentelték pappá. 1937-től haláláig Leányfalun szolgált.

## Verseskötetei
- Búzaszentelés (1934)
- Őszi lombhulláskor (1935)
- Jegenyék üzennek a Nyárnak (1936)
- Gyümölcsoltó (1937)
- Pók a tükrön (1938)
- Vadludak (1940)
- Rapszódiák könyve (1941)
- Tinódi lantja (1941)
- Hegyre menet ritkulnak a fák (1969)
- Bronzveret (1974)
- A fények rézsüt esnek (1976)
- Személyreszólóan (1978)
- Cinkenyom (1981)
- Emberi szivárvány 1981)

## Szakirodalom
- Tűz Tamás: Hegyre menet ritkulnak a fák. Puszta Sándor versei. in: Angyal mondd ki csak félig, Oakville, 1974. 112-114. old.